# Anna Langås Jøsendal
Anna Langås Jøsendal (Noruega, 29 d'abril de 2001) és una futbolista professional noruega que juga com a davantera al Hammarby Fotboll de la Toppserien, i que és internacional per la selecció de Noruega.
Jugadora de l'Avaldsnes IL, va disputar 65 encontres amb l'equip abans de fitxar pel Ronsenborg el gener del 2022.
Jøsendal va ser internacional juvenil noruega en diferents categories inferiors. El juny de 2022, va ser inclosa a la selecció absoluta per a l'Eurocopa Femenina de la UEFA 2022. Va debutar amb l'equip sènior el 25 de juny de 2022 en un partit amistós saldat amb una victòria per 2-0 contra Nova Zelanda.